# Longitarsus atricillus
Longitarsus atricillus es una especie de insecto coleóptero de la familia Chrysomelidae. Fue descrita científicamente en 1761 por Carolus Linnaeus.